# イミペネム
イミペネム（英：Imipenem、商品名Primaxinなど）は、1970年代半ばにメルク社の科学者Burton Christensen、William Leanza、Kenneth Wildongerにより開発されたカルバペネム系に属する合成β-ラクタム系抗生物質である。カルバペネム系抗菌薬は、多くの多剤耐性グラム陰性菌が産生するβ-ラクタマーゼ酵素に対して高い耐性を有するため、他の抗生物質では治療が困難な感染症の治療において重要な役割を果たしている。通常、静脈注射で投与される。
イミペネムは1975年に特許が取得され、1985年に医療用として承認された。Streptomyces cattleyaにより産生されるチエナマイシンをより安定化させるため、長い試行錯誤を経て開発された。チエナマイシンは抗菌活性を有するが、水溶液中では不安定であるため、医療用としてほとんど使用できない。イミペネムは、好気性菌および嫌気性菌、グラム陽性菌およびグラム陰性菌に対して幅広い抗菌スペクトルを有する。 緑膿菌とエンテロコッカス属に対する活性は特に重要である。しかし、MRSAには効果がない。

## 医療用

### 感受性と耐性菌のスペクトル
Acinetobacter anitratus、アシネトバクター・カルコアセティカス、Actinomyces odontolyticus、エロモナス・ハイドロフィラ、Bacteroides distasonis、Bacteroides uniformis、Clostridium perfringensは一般的にイミペネムに感受性があるが、Acinetobacter baumannii、一部のアシネトバクター属、Bacteroides fragilis、エンテロコッカス・ファエカリスは程度の差はあるがイミペネムの耐性を獲得している。緑膿菌（Oman）とStenotrophomonas maltophiliaを除いて、イミペネムに耐性を示す細菌は多くない.。

### シラスタチンとの併用
イミペネムは単独投与では腎酵素デヒドロペプチダーゼ1によって急速に分解されるため、この不活化を防ぐためにシラスタチンと併用投与されることがほとんどである。

## 副作用
一般的な副作用は吐き気と嘔吐である。ペニシリンや他のβ-ラクタム系抗生物質にアレルギーのある人は、交差反応性が高いため、イミペネムを服用する際には注意が必要である。高用量ではイミペネムはseizurogenicである。

## 作用機序
イミペネムは、様々なグラム陽性菌およびグラム陰性菌の細胞壁合成を阻害することにより、抗菌薬として作用する。一部の細菌が産生するβ-ラクタマーゼ（ペニシリナーゼとセファロスポリナーゼの両方）の存在下でも非常に安定であり、ほとんどのβ-ラクタム系抗生物質に耐性を持つ一部のグラム陰性菌由来のβ-ラクタマーゼの強力な阻害剤である。